# Tolyphus bimaculatus
Tolyphus bimaculatus là một loài bọ cánh cứng trong họ Phalacridae. Loài này được Medvedev miêu tả khoa học năm 1963.